# Ivo Andrić
Ivan "Ivo" Andrić, född 9 oktober 1892 i Dolac nära Travnik i Österrike-Ungern (i nuvarande Bosnien och Hercegovina), död 13 mars 1975 i Belgrad i dåvarande SFR Jugoslavien, var en jugoslavisk författare och orientalist. Han tilldelades Nobelpriset i litteratur 1961.

## Biografi och författarskap
Ivo Andrić föddes i en katolsk hantverkarsläkt. Hans kulturella och nationella identitet är sammansatt, och präglad av både bosniska, kroatiska och serbiska influenser, samt av en idealistisk idé om sydslavisk enhet och broderskap, som fick sitt förkroppsligande i och med Jugoslaviens bildande. 
Efter grundläggande utbildning i Višegrad och Sarajevo, studerade han filosofi, slavistik och historia vid universiteten i Zagreb, Wien, Graz och Krakow. Under första världskriget blev han internerad av de österrikiska myndigheterna på grund av sitt samröre med rörelsen Mlada Bosna (Unga Bosnien), som arbetade för en befrielse från österrikiskt styre och en förening av de sydslaviska länderna. Han blev 1918 sekreterare i det kroatiska nationalrådet, vilket bidrog till skapandet av Serbernas, kroaternas och slovenernas konungadöme, sedermera Jugoslavien. Under mellankrigstiden var Andrić en uppskattad diplomat, med posteringar i bl.a. Vatikanstaten, Bukarest, Trieste, Graz, Paris, Madrid, Bryssel, Genève och Berlin. År 1924 disputerade han vid universitetet i Graz på en avhandling om det andliga livet i Bosnien-Hercegovina under den turkiska tiden. Efter krigsutbrottet 1941 drog han sig frivilligt tillbaka till sitt hem i Belgrad och tillbringade kriget med att skriva. Efter att 1961 ha blivit tilldelad Nobelpriset i litteratur, fick han en särställning bland landets författare och intellektuella.
Andrić är en av Bosnien och Hercegovinas största berättare. Hans främsta verk är historiska romaner och noveller, vilka ofta utspelar sig under den turkiska tiden. Andrić, som ju också var historiskt skolad, gjorde grundliga efterforskningar i bl.a. turkiska och de katolska franciskanermunkars arkiv. Berättandet kännetecknas av historisk reflektion och nyanserade psykologiska profil. En vanlig uppfattning är att Andrić, vid sidan av landets andre store berättaren, Meša Selimović, förstått och förmått skildra den mångsidiga bosniska egenarten.
Endast Andrićs tidigaste verk är skrivna på den så kallade västliga (kroatiska) varianten av det central-sydslaviska språket (f.d. serbokroatiska); alla hans stora romaner är författade på den östliga (serbiska) varianten. De miljöer han skildrar är huvudsakligen bosniska – en miljö där olika kulturer och religioner möts och bryts mot varandra, på gott och ont. I takt med att bosniaker försökt skapa sig en egen identitet, har man menat att Andrić representerar en vinklad historieskrivning, där den muslimska befolkningen framställs i orättvist mörka färger. Klart är i varje fall att Andrićs egen syn på nationalitet färgats av det tidiga 1900-talets kamp för sydslavernas befrielse från utländsk dominans. Personer i hans verk talar alltid ett språk som är präglat av turcismer och orientalismer, det vill säga kännetecknande för Bosnien och Hercegovinas alla tre folk. Andrićs sammansatta ursprung har inneburit att han i olika sammanhang kallats för såväl bosnisk, kroatisk som serbisk författare (under kommunisttiden dock uteslutande jugoslavisk).
På ett sätt kan Andrić sägas representera den något idealistiska drömmen om en sydslavisk enhet, som utmynnade i Jugoslaviens grundande. Detta var – för honom liksom för många andra sydslaver och inte minst bosnier – ett sätt att komma ur den destruktiva och fruktlösa cirkeln av entydiga identitetsklassifikationer:
"Att välja en identitet över en annan innebär förlust av den andra. Kärlek till en kulturell grupp kräver hat mot en annan – ett val som en humanist som Andrić inte kunde göra. Detta är också anledningen till att han hittade svar på dilemmat i Mlada Bosna, en sammanslutning som kämpade för alla sydslavers enande, oberoende av deras nationella ursprung eller religiösa tillhörighet. Kampen om jugoslavisk identitet gjorde restriktioner mot och avhumaniserande val mellan särskilda nationella identiteter onödig.
De som inte skyndar sig till att deklarera sin nationella identitet, eller de som uppfattades som jugoslaver och därför anationella, är nu offer för misshandel från alla håll. Eftersom han tillhörde till den sistnämnda grupp har Ivo Andrić lidit mer än någon annan författare i före detta Jugoslavien: hans monument i Višegrad har sprängts av muslimska extremister, hans verk har blivit förbjudna i den kroatiska läroplanen och hans sällskap i Belgrad har berövats sina tillgångar av serbiska myndigheter. Låsta i sina respektive kulturers främlingsfientliga universa i tillblivelse och upptagna med att uppfinna och återuppfinna kulturens "andre", är de nationalistiska kulturernas väktare snabba på att glömma och tysta ner dem, vilka påminner dem om deras gemensamma slaviska ursprung och den brodersdödande naturen i det krig de ger sig in på. Andrić, som vigde sitt liv åt brobyggande mellan nationer, religioner och kulturer bland slaverna på Balkan är idag själv ett offer för det hat och den intolerans, som har slagit sönder den unika kulturrymd som Jugoslavien en gång var."
Privat var Ivo Andrić känd för sin stora lärdom och sin diskreta personlighet, något som gjorde honom uppskattad i diplomatiska kretsar. Han var medlem av den Serbiska Vetenskapsakademin. Andrić gifte sig sent och efterlämnade inga barn. Rättigheterna till hans författarskap förvaltas av ett sällskap..

## Priser och utmärkelser
- Nobelpriset i litteratur 1961